# Mistral AI
Mistral AI SAS é uma startup francesa de inteligência artificial (IA), sediada em Paris. É especializada em modelos de linguagem de grande porte (LLMs) de código aberto.  

## Homônimo
A empresa recebeu o nome do mistral, um vento frio e poderoso do sul da França. 

## História
A Mistral AI foi fundada em abril de 2023 por três pesquisadores franceses de IA, Arthur Mensch, Guillaume Lample e Timothée Lacroix. 
Mensch, um especialista em sistemas avançados de IA, é um ex-funcionário do Google DeepMind; Lample e Lacroix, por sua vez, são especialistas em modelos de IA em larga escala que trabalharam para a Meta Platforms. 
O trio se conheceu originalmente durante seus estudos na École Polytechnique. 

## Operação da empresa

### Filosofia
A Mistral AI enfatiza a abertura e a inovação no campo da IA e se posiciona como uma alternativa aos modelos proprietários. 
A empresa ganhou destaque como uma alternativa aos sistemas de IA proprietários, pois visa "democratizar" a IA concentrando-se na inovação de código aberto. 

### Financiamento
Em junho de 2023, a start-up realizou uma primeira captação de recursos de € 105 milhões (US$ 117 milhões) com investidores como o fundo americano Lightspeed Venture Partners, Eric Schmidt, Xavier Niel e JCDecaux. A avaliação é então estimada pelo Financial Times em € 240 milhões (US$ 267 milhões).
Em junho de 2024, a Mistral AI garantiu uma rodada de financiamento de € 600 milhões (US$ 645 milhões), elevando sua avaliação para € 5,8 bilhões (US$ 6,2 bilhões). 

### Parceria com a Microsoft
Em 26 de fevereiro de 2024, a Microsoft anunciou uma nova parceria com a empresa para expandir sua presença no setor de inteligência artificial.